# Унг Хуот
Унг Хуот (кхмер. អ៊ឹង ហួត; род. 2 марта 1945, Кандаль) — камбоджийский политик, представитель монархической партии ФУНСИНПЕК. После восстановления Королевства Камбоджа был министром образования и министром иностранных дел. В результате вооружённого конфликта июля 1997 года сменил Нородома Ранарита на посту первого премьер-министра. До ноября 1998 года номинально оставался в должности при реальном правлении Хун Сена.

## В партии Сианука
В молодости учился на финансиста и бухгалтера. С 1971 года проходил обучение в Австралии. После завершения курса не стал возвращаться в Камбоджу, где был установлен террористический режим Красных кхмеров. Получил австралийское гражданство, работал в телекоммуникационных структурах. Позиционировался как лидер кхмерской диаспоры.
С 1982 по 1989 год Унг Хуот возглавлял зарубежное австралийское отделение камбоджийской монархической партии ФУНСИНПЕК. Выступал как сторонник Нородома Сианука. Возвратился в Камбоджу после Парижских соглашений 1991 года, формально завершивших кампучийский конфликт. В 1993 году Унг Хуот руководил предвыборной кампанией ФУНСИНПЕК. Выборы прошли успешно для партии, собравшей наибольшее количество голосов избирателей.
В правительстве Нородома Ранарита—Хун Сена Унг Хуот получил портфель министра образования. С октября 1994 по ноябрь 1998 года — министр иностранных дел Камбоджи.

## Партнёр Хун Сена
В июле 1997 года политический конфликт между первым премьер-министром Нородомом Ранаритом (ФУНСИНПЕК) и вторым премьер-министром Хун Сен (Народная партия Камбоджи, НПК) вылился в ожесточённое вооружённое столкновение. Победу одержал Хун Сен, Ранарит был отстранён от власти и принуждён к эмиграции.
Установив своё единовластие, Хун Сен некоторое время сохранял формальные признаки преемственности, в том числе институт «двойного премьерства». На пост первого премьер-министра вместо Ранарита в качестве представителя ФУНСИНПЕК был назначен Унг Хуот. Его Кандидатуру утвердила Национальная ассамблея Камбоджи. Назначение Унг Хуота рассматривалось как удачный политический ход Хун Сена — министр иностранных дел обладал разветвлёнными дипломатическими связями и способствовал легитимации режима. Сам Унг Хуот выражал полную поддержку Хун Сену и критиковал Ранарита. Он выступил за предание суду своего бывшего лидера, хотя и с последующей амнистией.
В июле 1998 года состоялись очередные выборы, победу на которых одержала партия Хун Сена. Ни ФУНСИНПЕК, ни созданная Унг Хуотом из бывших членов ФУНСИНПЕК небольшая популистская партия уже не смогли составить серьёзной конкуренции НПК. Спустя четыре месяца Хун Сен упразднил должность первого премьер-министра, окончательно сосредоточив в своих руках правительственную власть.

## В отставке
После отставки Унг Хуот в целом отошёл от политики, хотя избирался в сенат Камбоджи. Время от времени выступает с публичными заявлениями — в частности, против коррупции в системе образования.
В августе 2014 года против Унг Хуота было выдвинуто обвинение в нарушении правил финансовых операций с иностранными инвесторами. Сам он обвинение отклоняет, утверждая, что привлекал инвестиции с интересах национального сельскохозяйственного производства. Поддерживает Хун Сена, призывает делать акцент на экономико-технологическое развитие.